# Lijst van autosnelwegen in de Verenigde Arabische Emiraten

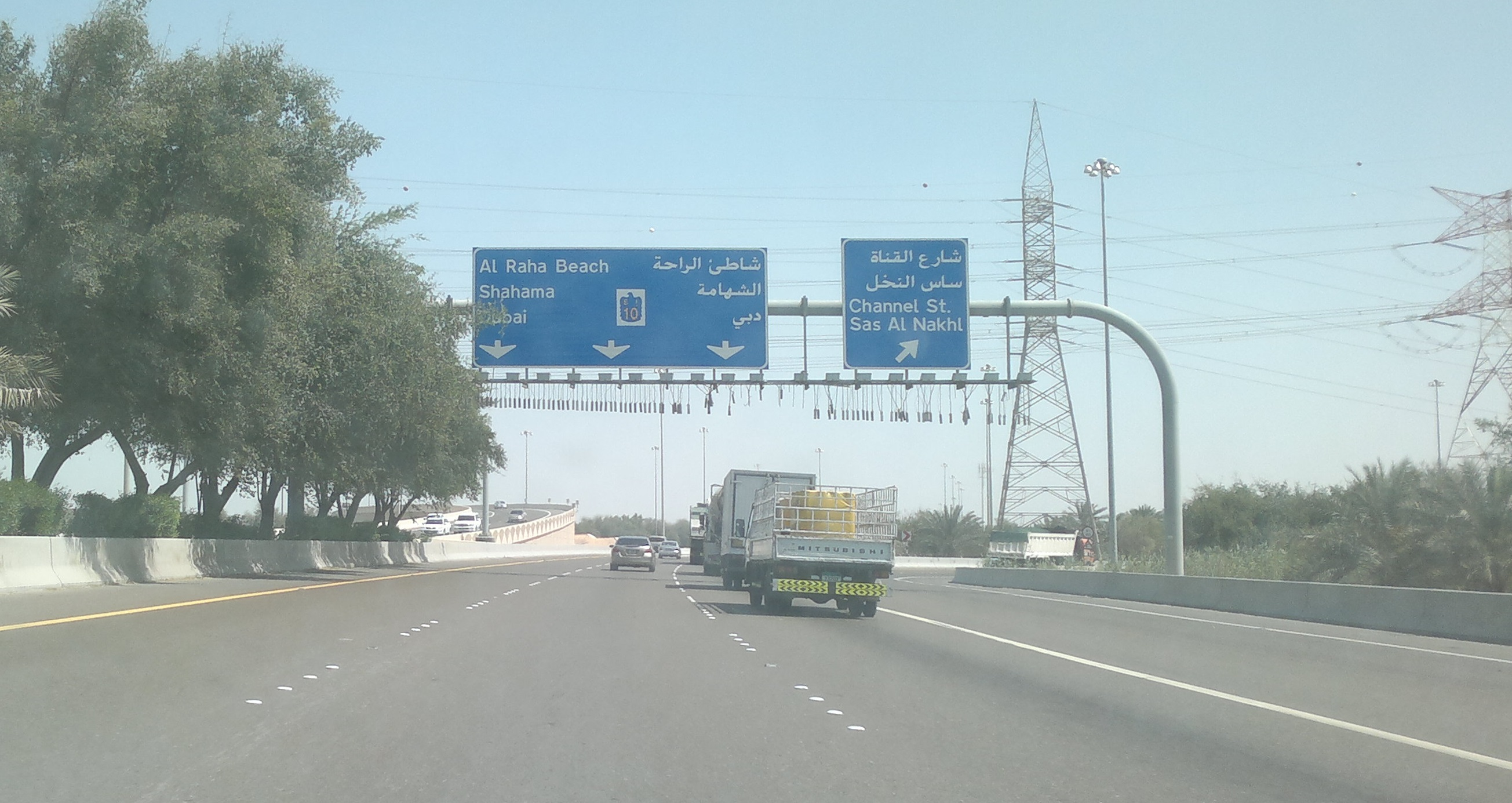
De E10

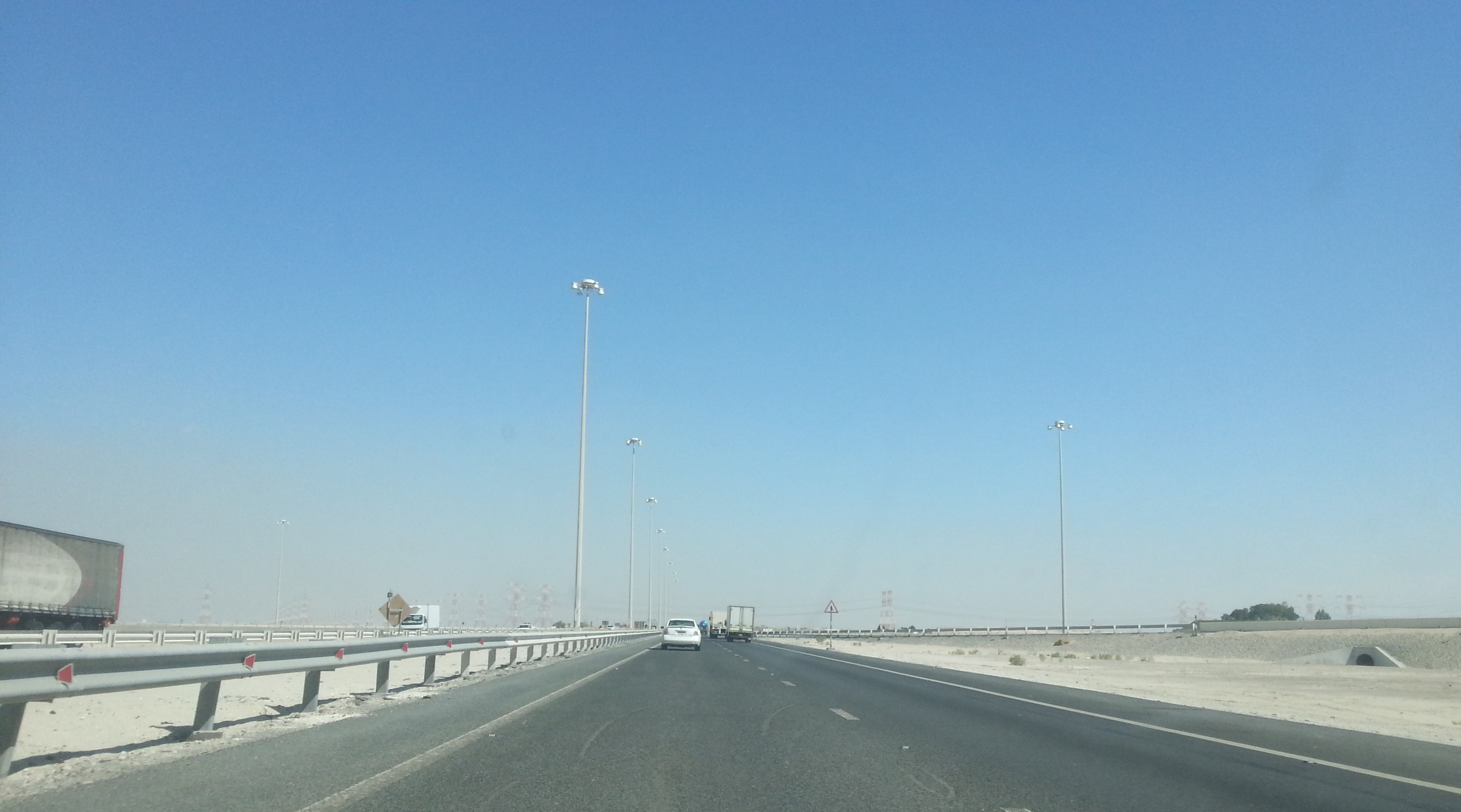
De E11

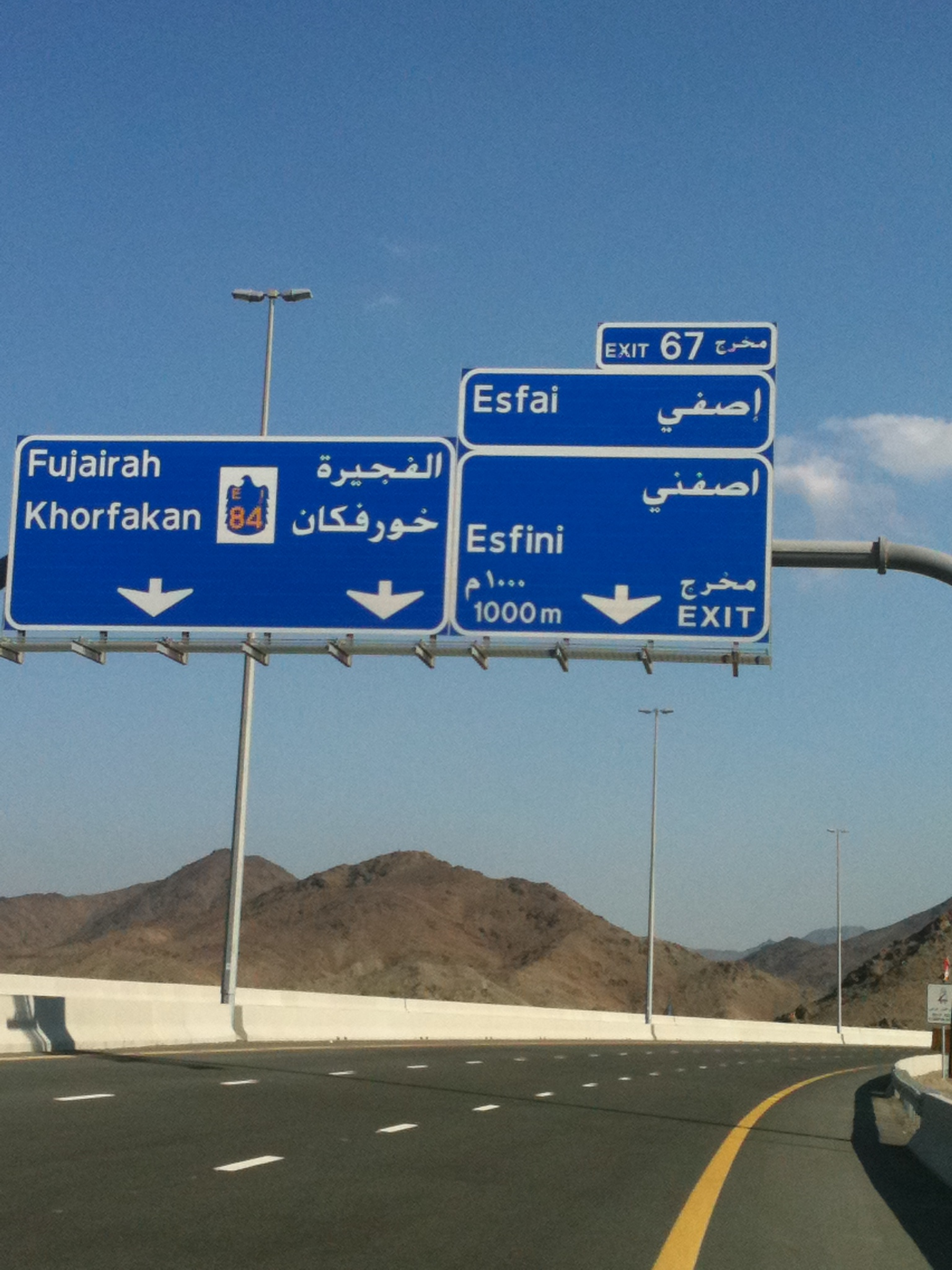
De E84

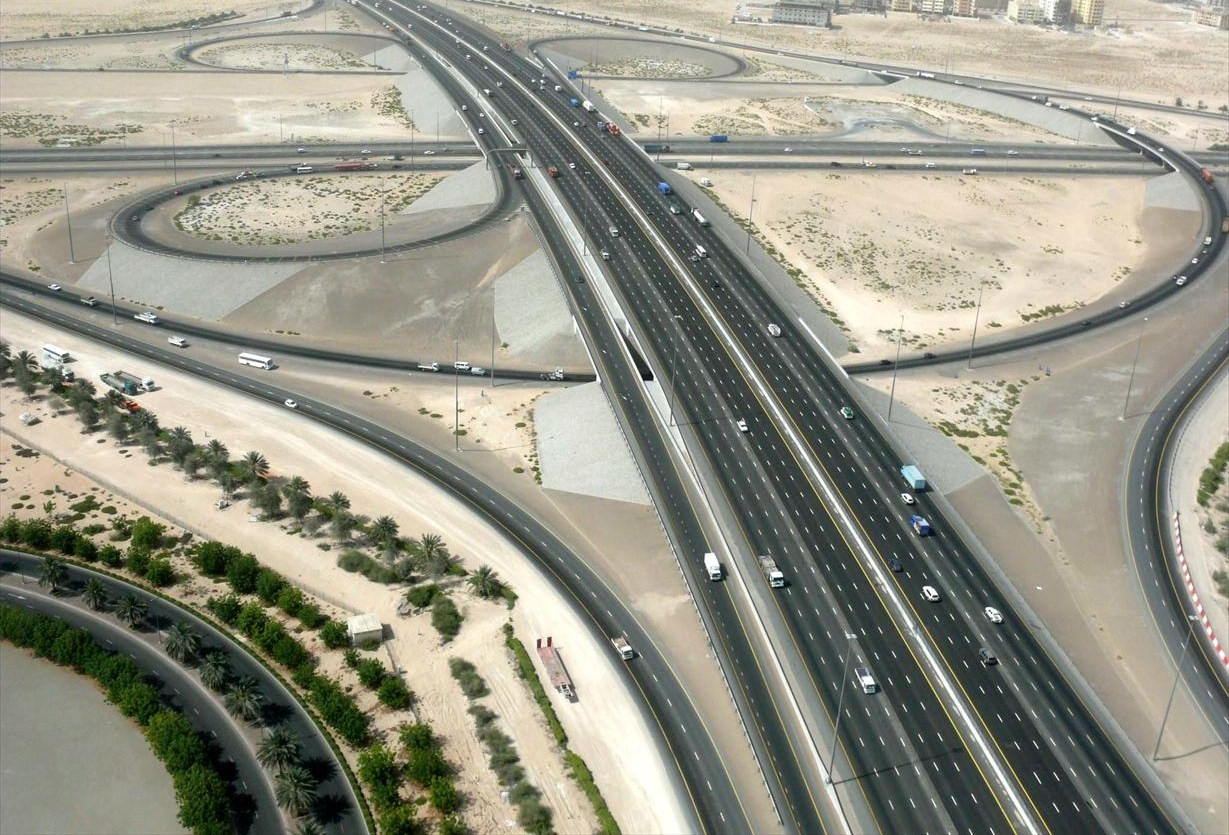
Knooppunt van de E311 en de E44

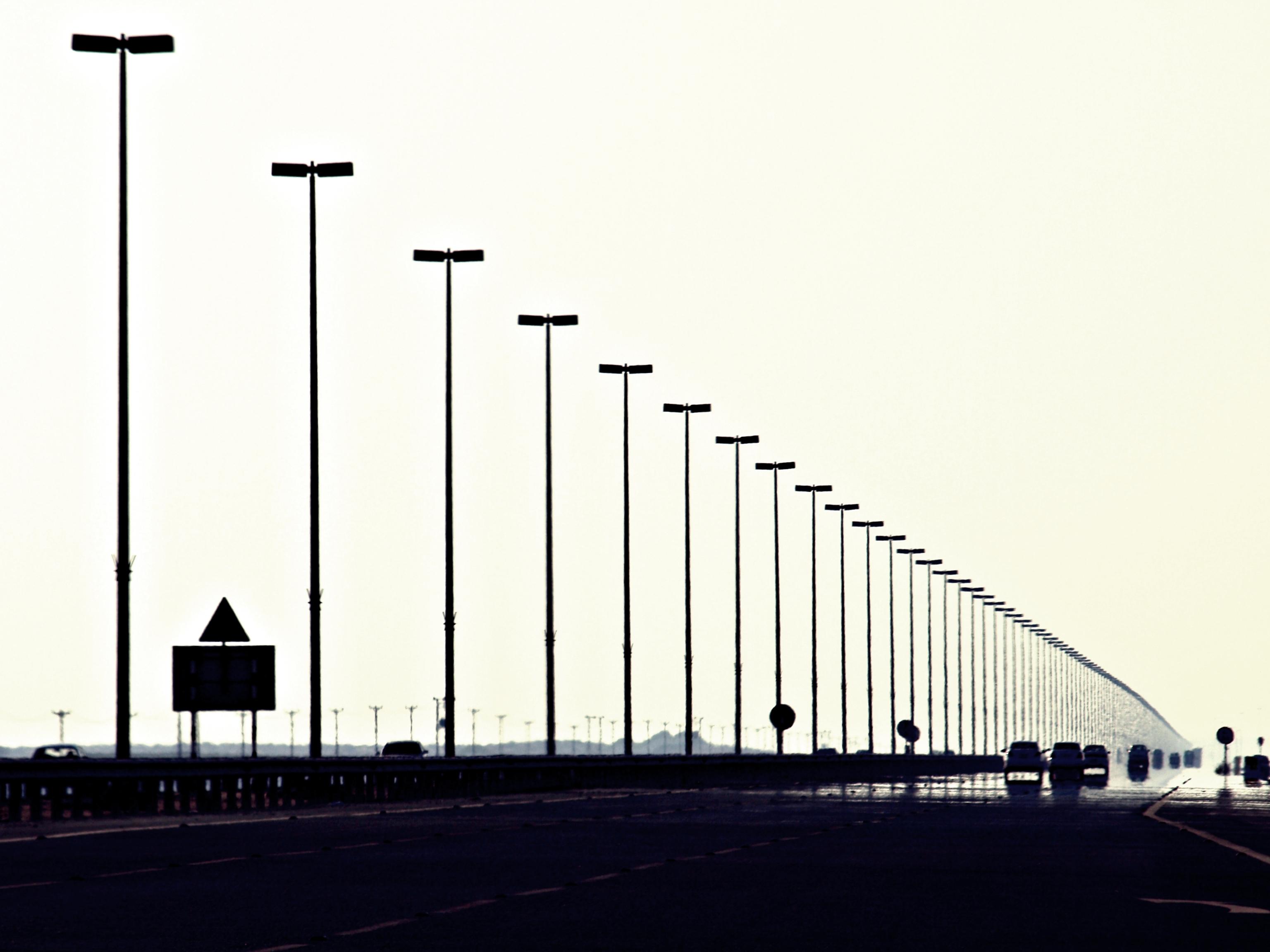
Autosnelweg tussen Dubai en Abu Dhabi

Hieronder volgt een lijst van autosnelwegen in de Verenigde Arabische Emiraten. De autosnelwegen in de VAE zijn blauw-wit bewegwijzerd en zijn soms 2x8 rijstroken breed. Verschillende snelwegen maken deel uit van het Internationaal wegennetwerk van de Arabische Mashreq. Onderstaande lijst bevat de hoofdwegen die daadwerkelijk zijn omgebouwd tot autosnelwegstandaard.
| Schild | Nummer of naam | Route                                                                    |
| ------ | -------------- | ------------------------------------------------------------------------ |
|        | E10            | Abu Dhabi - E11 (25 kilometer)                                           |
|        | E11            | grens met Saoedi-Arabië - grens met Oman (waarvan 440 kilometer snelweg) |
|        | E12            | Noordelijke ontsluitingsweg van Abu Dhabi (33 kilometer)                 |
|        | E20            | Abu Dhabi - Al Hayer (143 kilometer)                                     |
|        | E22            | Abu Dhabi - El Ain (130 kilometer)                                       |
|        | E30            | Abu Dhabi - El Ain (snelwegstuk rond Abu Dhabi)                          |
|        | E33            | Abu Dhabi - Al Hayir (130 kilometer)                                     |
|        | E44            | Dubai - Hatta (118 kilometer)                                            |
|        | E45            | Madinat Zayed - E11 (25 kilometer)                                       |
|        | E66            | Dubai - El Ain (128 kilometer)                                           |
|        | E77            | Jebel Ali - Lahbab (60 kilometer)                                        |
|        | E84            | Al Shuwaib - Fujairah                                                    |
|        | E88            | Sharjah - Al Tayebah (snelwegdeel van 45 kilometer)                      |
|        | E311           | Al Shamkha - Ras al-Khaimah (203 kilometer)                              |
|        | E611           | Buitenste ringweg om Dubai (125 kilometer)                               |